# NGC 4395
NGC 4395 este o galaxie seyfert de tip 2⁠(d) situată în constelația Câinii de Vânătoare. A fost descoperită în 2 ianuarie 1786 de către William Herschel. Se află la o distanță de 4,76 megaparseci de Pământ.